# Temporada 1978 de Fórmula 1
La temporada 1978 de Fórmula 1 fue la 29.ª edición del campeonato de Fórmula 1 de la FIA. Mario Andretti ganó el título para pilotos, el último de un estadounidense en F1. Lotus-Ford ganó el título de constructores, el séptimo y último de la escudería británica. La temporada estuvo conformada por 16 carreras desde enero hasta octubre.

## Escuderías y pilotos
La siguiente tabla muestra los pilotos confirmados oficialmente por sus escuderías para el Mundial 1978 de Fórmula 1. 
Nuevamente se mantuvo el sistema de numeración adoptado en la temporada 1974, tomando como parámetros el par numérico "1-2" para el piloto campeón y su escudero, y los resultados del Campeonato de constructores 1973 para designar la numeración de los demás equipos.
Dado que el campeón 1977 Niki Lauda rescindió su vínculo con la Scuderia Ferrari, recalando en el equipo Brabham Racing Organisation, pintó el "1" en los morros de sus Brabham BT45C y BT46. Por tal motivo, fue el equipo Brabham Parmalat Racing Team el que intercambió números con el equipo Marlboro McLaren F1-Team, pasando esta última a utilizar el par "7-8" que venía utilizando la primera. Por su parte, la Scuderia Ferrari continuó utilizando el par numérico "11-12".
Por otra parte, el equipo alemán Auto Technisches Spezialzubehör (conocido por sus siglas ATS), ingresó al Campeonato Mundial de Fórmula 1 reemplazando al fabricante March Engineering y adoptando el par numérico "9-10", utilizado por March.
| Equipo                                         | Chasis     | Chasis           | Motor                                 | Neu. | N.º | Piloto                | Rondas         |
| ---------------------------------------------- | ---------- | ---------------- | ------------------------------------- | ---- | --- | --------------------- | -------------- |
| Parmalat Racing Team                           | Brabham    | BT45C BT46 BT46B | Alfa Romeo 115-12 3.0 F12             | G    | 1   | Niki Lauda            | Todas          |
| Parmalat Racing Team                           | Brabham    | BT45C BT46 BT46B | Alfa Romeo 115-12 3.0 F12             | G    | 2   | John Watson           | Todas          |
| Parmalat Racing Team                           | Brabham    | BT45C BT46 BT46B | Alfa Romeo 115-12 3.0 F12             | G    | 66  | Nelson Piquet         | 16             |
| Elf Team Tyrrell                               | Tyrrell    | 008              | Ford Cosworth DFV 3.0 V8              | G    | 3   | Didier Pironi         | Todas          |
| Elf Team Tyrrell                               | Tyrrell    | 008              | Ford Cosworth DFV 3.0 V8              | G    | 4   | Patrick Depailler     | Todas          |
| John Player Team Lotus                         | Lotus      | 78 79            | Ford Cosworth DFV 3.0 V8              | G    | 5   | Mario Andretti        | All            |
| John Player Team Lotus                         | Lotus      | 78 79            | Ford Cosworth DFV 3.0 V8              | G    | 6   | Ronnie Peterson       | 1–14           |
| John Player Team Lotus                         | Lotus      | 78 79            | Ford Cosworth DFV 3.0 V8              | G    | 55  | Jean-Pierre Jarier    | 15–16          |
| Marlboro Team McLaren                          | McLaren    | M26              | Ford Cosworth DFV 3.0 V8              | G    | 7   | James Hunt            | Todas          |
| Marlboro Team McLaren                          | McLaren    | M26              | Ford Cosworth DFV 3.0 V8              | G    | 8   | Patrick Tambay        | 1–5, 7–16      |
| Marlboro Team McLaren                          | McLaren    | M26              | Ford Cosworth DFV 3.0 V8              | G    | 33  | Bruno Giacomelli      | 6, 9–10, 13–14 |
| ATS Racing Team F&S Properties/ATS Racing Team | ATS        | HS1 D1           | Ford Cosworth DFV 3.0 V8              | G    | 9   | Jochen Mass           | 1–13           |
| ATS Racing Team F&S Properties/ATS Racing Team | ATS        | HS1 D1           | Ford Cosworth DFV 3.0 V8              | G    | 9   | Michael Bleekemolen   | 14–16          |
| ATS Racing Team F&S Properties/ATS Racing Team | ATS        | HS1 D1           | Ford Cosworth DFV 3.0 V8              | G    | 10  | Jean-Pierre Jarier    | 1–5, 11        |
| ATS Racing Team F&S Properties/ATS Racing Team | ATS        | HS1 D1           | Ford Cosworth DFV 3.0 V8              | G    | 10  | Alberto Colombo       | 6–7            |
| ATS Racing Team F&S Properties/ATS Racing Team | ATS        | HS1 D1           | Ford Cosworth DFV 3.0 V8              | G    | 10  | Keke Rosberg          | 8–10, 15–16    |
| ATS Racing Team F&S Properties/ATS Racing Team | ATS        | HS1 D1           | Ford Cosworth DFV 3.0 V8              | G    | 10  | Hans Binder           | 12             |
| ATS Racing Team F&S Properties/ATS Racing Team | ATS        | HS1 D1           | Ford Cosworth DFV 3.0 V8              | G    | 10  | Michael Bleekemolen   | 13             |
| ATS Racing Team F&S Properties/ATS Racing Team | ATS        | HS1 D1           | Ford Cosworth DFV 3.0 V8              | G    | 10  | Harald Ertl           | 14             |
| Scuderia Ferrari                               | Ferrari    | 312T2 312T3      | Ferrari 015 3.0 F12                   | M    | 11  | Carlos Reutemann      | Todas          |
| Scuderia Ferrari                               | Ferrari    | 312T2 312T3      | Ferrari 015 3.0 F12                   | M    | 12  | Gilles Villeneuve     | Todas          |
| Fittipaldi Automotive                          | Fittipaldi | F5A              | Ford Cosworth DFV 3.0 V8              | G    | 14  | Emerson Fittipaldi    | Todas          |
| Equipe Renault Elf                             | Renault    | RS01             | Renault-Gordini EF1 1.5 V6t           | M    | 15  | Jean-Pierre Jabouille | 3–16           |
| Shadow Racing Team                             | Shadow     | DN8 DN9          | Ford Cosworth DFV 3.0 V8              | G    | 16  | Hans-Joachim Stuck    | Todas          |
| Shadow Racing Team                             | Shadow     | DN8 DN9          | Ford Cosworth DFV 3.0 V8              | G    | 17  | Clay Regazzoni        | Todas          |
| Durex Team Surtees                             | Surtees    | TS19 TS20        | Ford Cosworth DFV 3.0 V8              | G    | 18  | Rupert Keegan         | 1–13           |
| Durex Team Surtees                             | Surtees    | TS19 TS20        | Ford Cosworth DFV 3.0 V8              | G    | 18  | Gimax                 | 14             |
| Durex Team Surtees                             | Surtees    | TS19 TS20        | Ford Cosworth DFV 3.0 V8              | G    | 18  | René Arnoux           | 15–16          |
| Durex Team Surtees                             | Surtees    | TS19 TS20        | Ford Cosworth DFV 3.0 V8              | G    | 19  | Vittorio Brambilla    | 1–14           |
| Durex Team Surtees                             | Surtees    | TS19 TS20        | Ford Cosworth DFV 3.0 V8              | G    | 19  | Beppe Gabbiani        | 15–16          |
| Walter Wolf Racing                             | Wolf       | WR1 WR3 WR5 WR6  | Ford Cosworth DFV 3.0 V8              | G    | 20  | Jody Scheckter        | Todas          |
| Walter Wolf Racing                             | Wolf       | WR1 WR3 WR5 WR6  | Ford Cosworth DFV 3.0 V8              | G    | 21  | Bobby Rahal           | 15–16          |
| Team Tissot Ensign                             | Ensign     | N177             | Ford Cosworth DFV 3.0 V8              | G    | 22  | Danny Ongais          | 1–2            |
| Team Tissot Ensign                             | Ensign     | N177             | Ford Cosworth DFV 3.0 V8              | G    | 22  | Lamberto Leoni        | 4              |
| Team Tissot Ensign                             | Ensign     | N177             | Ford Cosworth DFV 3.0 V8              | G    | 22  | Jacky Ickx            | 5–8            |
| Team Tissot Ensign                             | Ensign     | N177             | Ford Cosworth DFV 3.0 V8              | G    | 22  | Derek Daly            | 9–10, 12–16    |
| Team Tissot Ensign                             | Ensign     | N177             | Ford Cosworth DFV 3.0 V8              | G    | 22  | Nelson Piquet         | 11             |
| Team Tissot Ensign                             | Ensign     | N177             | Ford Cosworth DFV 3.0 V8              | G    | 23  | Lamberto Leoni        | 1–3            |
| Team Tissot Ensign                             | Ensign     | N177             | Ford Cosworth DFV 3.0 V8              | G    | 23  | Brett Lunger          | 15             |
| Mario Deliotti Racing                          | Ensign     | N175             | Ford Cosworth DFV 3.0 V8              | G    | 23  | Geoff Lees            | 10             |
| Sachs Racing                                   | Ensign     | N177             | Ford Cosworth DFV 3.0 V8              | G    | 23  | Harald Ertl           | 11–14          |
| Olympus Cameras/Hesketh Racing                 | Hesketh    | 308E             | Ford Cosworth DFV 3.0 V8              | G    | 24  | Divina Galica         | 1–2            |
| Olympus Cameras/Hesketh Racing                 | Hesketh    | 308E             | Ford Cosworth DFV 3.0 V8              | G    | 24  | Eddie Cheever         | 3              |
| Olympus Cameras/Hesketh Racing                 | Hesketh    | 308E             | Ford Cosworth DFV 3.0 V8              | G    | 24  | Derek Daly            | 4–6            |
| Team Rebaque                                   | Lotus      | 78               | Ford Cosworth DFV 3.0 V8              | G    | 25  | Héctor Rebaque        | Todas          |
| Ligier Gitanes                                 | Ligier     | JS7 JS7/9 JS9    | Matra MS76 3.0 V12 Matra MS78 3.0 V12 | G    | 26  | Jacques Laffite       | Todas          |
| Williams Grand Prix Engineering                | Williams   | FW06             | Ford Cosworth DFV 3.0 V8              | G    | 27  | Alan Jones            | Todas          |
| Centro Asegurador F1                           | McLaren    | M25/M23          | Ford Cosworth DFV 3.0 V8              | G    | 28  | Emilio de Villota     | 7              |
| BS Fabrications Liggett Group/BS Fabrications  | McLaren    | M23 M26          | Ford Cosworth DFV 3.0 V8              | G    | 29  | Nelson Piquet         | 12–14          |
| BS Fabrications Liggett Group/BS Fabrications  | McLaren    | M23 M26          | Ford Cosworth DFV 3.0 V8              | G    | 30  | Brett Lunger          | 1–14           |
| Automobiles Martini                            | Martini    | MK23             | Ford Cosworth DFV 3.0 V8              | G    | 31  | René Arnoux           | 3, 5–6, 9–13   |
| Theodore Racing Hong Kong                      | Theodore   | TR1              | Ford Cosworth DFV 3.0 V8              | G    | 32  | Eddie Cheever         | 1–2            |
| Theodore Racing Hong Kong                      | Theodore   | TR1              | Ford Cosworth DFV 3.0 V8              | G    | 32  | Keke Rosberg          | 3–7            |
| Theodore Racing Hong Kong                      | Wolf       | WR3 WR4          | Ford Cosworth DFV 3.0 V8              | G    | 32  | Keke Rosberg          | 11–14          |
| Team Merzario                                  | Merzario   | A1               | Ford Cosworth DFV 3.0 V8              | G    | 34  | Alberto Colombo       | 14             |
| Team Merzario                                  | Merzario   | A1               | Ford Cosworth DFV 3.0 V8              | G    | 37  | Arturo Merzario       | Todas          |
| Arrows Racing Team                             | Arrows     | FA1 A1           | Ford Cosworth DFV 3.0 V8              | G    | 35  | Riccardo Patrese      | 2–14, 16       |
| Arrows Racing Team                             | Arrows     | FA1 A1           | Ford Cosworth DFV 3.0 V8              | G    | 36  | Rolf Stommelen        | 3–16           |
| Interscope Racing                              | Shadow     | DN9              | Ford Cosworth DFV 3.0 V8              | G    | 39  | Danny Ongais          | 4, 13          |
| Melchester Racing                              | McLaren    | M23              | Ford Cosworth DFV 3.0 V8              | G    | 40  | Tony Trimmer          | 10             |

## Resultados
| Carrera                                     | Fecha            | Circuito               | Piloto ganador    | Constructor ganador | Resultados |
| ------------------------------------------- | ---------------- | ---------------------- | ----------------- | ------------------- | ---------- |
| Gran Premio de Argentina                    | 15 de enero      | Buenos Aires           | Mario Andretti    | Lotus-Ford          | Resultados |
| Gran Premio de Brasil                       | 29 de enero      | Jacarepaguá            | Carlos Reutemann  | Ferrari             | Resultados |
| Gran Premio de Sudáfrica                    | 4 de marzo       | Kyalami                | Ronnie Peterson   | Lotus-Ford          | Resultados |
| Gran Premio del oeste de los Estados Unidos | 2 de abril       | Long Beach             | Carlos Reutemann  | Ferrari             | Resultados |
| Gran Premio de Mónaco                       | 7 de mayo        | Mónaco                 | Patrick Depailler | Tyrrell-Ford        | Resultados |
| Gran Premio de Bélgica                      | 21 de mayo       | Zolder                 | Mario Andretti    | Lotus-Ford          | Resultados |
| Gran Premio de España                       | 4 de junio       | Jarama                 | Mario Andretti    | Lotus-Ford          | Resultados |
| Gran Premio de Suecia                       | 17 de junio      | Scandinavian Raceway   | Niki Lauda        | Brabham-Alfa Romeo  | Resultados |
| Gran Premio de Francia                      | 2 de julio       | Paul Ricard            | Mario Andretti    | Lotus-Ford          | Resultados |
| Gran Premio de Gran Bretaña                 | 16 de julio      | Brands Hatch           | Carlos Reutemann  | Ferrari             | Resultados |
| Gran Premio de Alemania                     | 30 de julio      | Hockenheimring         | Mario Andretti    | Lotus-Ford          | Resultados |
| Gran Premio de Austria                      | 13 de agosto     | Österreichring         | Ronnie Peterson   | Lotus-Ford          | Resultados |
| Gran Premio de los Países Bajos             | 27 de agosto     | Zandvoort              | Mario Andretti    | Lotus-Ford          | Resultados |
| Gran Premio de Italia                       | 10 de septiembre | Monza                  | Niki Lauda        | Brabham-Alfa Romeo  | Resultados |
| Gran Premio del Este de los Estados Unidos  | 1 de octubre     | Watkins Glen           | Carlos Reutemann  | Ferrari             | Resultados |
| Gran Premio de Canadá                       | 8 de octubre     | Circuit Île Notre-Dame | Gilles Villeneuve | Ferrari             | Resultados |

## Clasificaciones

### Sistema de puntuación
- Puntuaban los seis primeros de cada carrera.
- Para la cuenta final del campeonato solamente se contaron los siete mejores resultados de las ocho primeras carreras e igualmente los mejores siete de las ocho restantes.
- Para el campeonato de constructores, sumaba el mejor clasificado, aunque sea equipo privado.

| Posición | 1.º | 2.º | 3.º | 4.º | 5.º | 6.º |
| Puntos   | 9   | 6   | 4   | 3   | 2   | 1   |

### Campeonato de Pilotos
| Pos | Piloto                | ARG | BRA | RSA | USW | MON | BEL | ESP | SWE | FRA | GBR | GER | AUT | NED | ITA | USA | CAN | Puntos |
| --- | --------------------- | --- | --- | --- | --- | --- | --- | --- | --- | --- | --- | --- | --- | --- | --- | --- | --- | ------ |
| 1   | Mario Andretti        | 1   | 4   | 7   | 2   | 11  | 1   | 1   | Ret | 1   | Ret | 1   | Ret | 1   | 6   | Ret | 10  | 64     |
| 2   | Ronnie Peterson       | 5   | Ret | 1   | 4   | Ret | 2   | 2   | 3   | 2   | Ret | Ret | 1   | 2   | Ret |     |     | 51     |
| 3   | Carlos Reutemann      | 7   | 1   | Ret | 1   | 8   | 3   | Ret | 10  | 18  | 1   | Ret | DSQ | 7   | 3   | 1   | 3   | 48     |
| 4   | Niki Lauda            | 2   | 3   | Ret | Ret | 2   | Ret | Ret | 1   | Ret | 2   | Ret | Ret | 3   | 1   | Ret | Ret | 44     |
| 5   | Patrick Depailler     | 3   | Ret | 2   | 3   | 1   | Ret | Ret | Ret | Ret | 4   | Ret | 2   | Ret | 11  | Ret | 5   | 34     |
| 6   | John Watson           | Ret | 8   | 3   | Ret | 4   | Ret | 5   | Ret | 4   | 3   | 7   | 7   | 4   | 2   | Ret | Ret | 25     |
| 7   | Jody Scheckter        | 10  | Ret | Ret | Ret | 3   | Ret | 4   | Ret | 6   | Ret | 2   | Ret | 12  | 12  | 3   | 2   | 24     |
| 8   | Jacques Laffite       | 16  | 9   | 5   | 5   | Ret | 5   | 3   | 7   | 7   | 10  | 3   | 5   | 8   | 4   | 11  | Ret | 19     |
| 9   | Gilles Villeneuve     | 8   | Ret | Ret | Ret | Ret | 4   | 10  | 9   | 12  | Ret | 8   | 3   | 6   | 7   | Ret | 1   | 17     |
| 10  | Emerson Fittipaldi    | 9   | 2   | Ret | 8   | 9   | Ret | Ret | 6   | Ret | Ret | 4   | 4   | 5   | 8   | 5   | Ret | 17     |
| 11  | Alan Jones            | Ret | 11  | 4   | 7   | Ret | 10  | 8   | Ret | 5   | Ret | Ret | Ret | Ret | 13  | 2   | 9   | 11     |
| 12  | Riccardo Patrese      |     | 10  | Ret | 6   | 6   | Ret | Ret | 2   | 8   | Ret | 9   | Ret | Ret | Ret |     | 4   | 11     |
| 13  | James Hunt            | 4   | Ret | Ret | Ret | Ret | Ret | 6   | 8   | 3   | Ret | DSQ | Ret | 10  | Ret | 7   | Ret | 8      |
| 14  | Patrick Tambay        | 6   | Ret | Ret | 12  | 7   |     | Ret | 4   | 9   | 6   | Ret | Ret | 9   | 5   | 6   | 8   | 8      |
| 15  | Didier Pironi         | 14  | 6   | 6   | Ret | 5   | 6   | 12  | Ret | 10  | Ret | 5   | Ret | Ret | Ret | 10  | 7   | 7      |
| 16  | Clay Regazzoni        | 15  | 5   | DNQ | 10  | DNQ | Ret | 15  | 5   | Ret | Ret | DNQ | NC  | DNQ | NC  | 14  | DNQ | 4      |
| 17  | Jean-Pierre Jabouille |     |     | Ret | Ret | 10  | NC  | 13  | Ret | Ret | Ret | Ret | Ret | Ret | Ret | 4   | 12  | 3      |
| 18  | Hans-Joachim Stuck    | 17  | Ret | DNQ | DNS | Ret | Ret | Ret | 11  | 11  | 5   | Ret | Ret | Ret | Ret | Ret | Ret | 2      |
| 19  | Héctor Rebaque        | DNQ | Ret | 10  | DNQ | DNQ | DNQ | Ret | 12  | DNQ | Ret | 6   | Ret | 11  | DNQ | Ret | DNQ | 1      |
| 20  | Vittorio Brambilla    | 18  | DNQ | 12  | Ret | DNQ | 13  | 7   | Ret | 17  | 9   | Ret | 6   | DSQ | Ret |     |     | 1      |
| 21  | Derek Daly            |     |     |     | DNQ | DNQ | DNQ |     |     | DNQ | Ret |     | DSQ | Ret | 10  | 8   | 6   | 1      |
| NC  | Brett Lunger          | 13  | Ret | 11  | DNQ | DNQ | 7   | DNQ | DNQ | Ret | 8   | DNQ | 8   | Ret | Ret | 13  |     | 0      |
| NC  | Bruno Giacomelli      |     |     |     |     |     | 8   |     |     | Ret | 7   |     |     | Ret | 14  |     |     | 0      |
| NC  | Jochen Mass           | 11  | 7   | Ret | Ret | DNQ | 11  | 9   | 13  | 13  | NC  | Ret | DNQ | DNQ |     |     |     | 0      |
| NC  | Jean-Pierre Jarier    | 12  | DNS | 8   | 11  | DNQ |     |     |     |     |     | DNQ |     |     |     | 15  | Ret | 0      |
| NC  | René Arnoux           |     |     | DNQ |     | DNQ | 9   |     |     | 14  |     | DNQ | 9   | Ret |     | 9   | Ret | 0      |
| NC  | Rolf Stommelen        |     |     | 9   | 9   | Ret | Ret | 14  | 14  | 15  | DNQ | DSQ | DNQ | DNQ | DNQ | 16  | DNQ | 0      |
| NC  | Nelson Piquet         |     |     |     |     |     |     |     |     |     |     | Ret | Ret | Ret | 9   |     | 11  | 0      |
| NC  | Keke Rosberg          |     |     | Ret | DNQ | DNQ | DNQ | DNQ | 15  | 16  | Ret | 10  | NC  | Ret | DNQ | Ret | NC  | 0      |
| NC  | Rupert Keegan         | Ret | Ret | Ret | DNS | Ret | DNQ | 11  | DNQ | Ret | DNQ | DNQ | DNQ | DNS |     |     |     | 0      |
| NC  | Harald Ertl           |     |     |     |     |     |     |     |     |     |     | 11  | Ret | DNQ | DNQ |     |     | 0      |
| NC  | Jacky Ickx            |     |     |     |     | Ret | 12  | Ret | DNQ |     |     |     |     |     |     |     |     | 0      |
| NC  | Bobby Rahal           |     |     |     |     |     |     |     |     |     |     |     |     |     |     | 12  | Ret | 0      |
| NC  | Arturo Merzario       | Ret | DNQ | Ret | Ret | DNQ | DNQ | DNQ | NC  | DNQ | Ret | DNQ | DNQ | Ret | Ret | Ret | DNQ | 0      |
| NC  | Lamberto Leoni        | Ret | DNS | DNQ | DNQ |     |     |     |     |     |     |     |     |     |     |     |     | 0      |
| NC  | Danny Ongais          | Ret | Ret |     | DNQ |     |     |     |     |     |     |     |     | DNQ |     |     |     | 0      |
| NC  | Michael Bleekemolen   |     |     |     |     |     |     |     |     |     |     |     |     | DNQ | DNQ | Ret | DNQ | 0      |
| NC  | Eddie Cheever         | DNQ | DNQ | Ret |     |     |     |     |     |     |     |     |     |     |     |     |     | 0      |
| NC  | Alberto Colombo       |     |     |     |     |     | DNQ | DNQ |     |     |     |     |     |     | DNQ |     |     | 0      |
| NC  | Divina Galica         | DNQ | DNQ |     |     |     |     |     |     |     |     |     |     |     |     |     |     | 0      |
| NC  | Beppe Gabbiani        |     |     |     |     |     |     |     |     |     |     |     |     |     |     | DNQ | DNQ | 0      |
| NC  | Emilio de Villota     |     |     |     |     |     |     | DNQ |     |     |     |     |     |     |     |     |     | 0      |
| NC  | Geoff Lees            |     |     |     |     |     |     |     |     |     | DNQ |     |     |     |     |     |     | 0      |
| NC  | Tony Trimmer          |     |     |     |     |     |     |     |     |     | DNQ |     |     |     |     |     |     | 0      |
| NC  | Hans Binder           |     |     |     |     |     |     |     |     |     |     |     | DNQ |     |     |     |     | 0      |
| NC  | Gimax                 |     |     |     |     |     |     |     |     |     |     |     |     |     | DNQ |     |     | 0      |
| NC  | Patrick Nève          |     |     |     |     |     | DNP |     |     |     |     |     |     |     |     |     |     | 0      |
| NC  | Bernard de Dryver     |     |     |     |     |     | DNP |     |     |     |     |     |     |     |     |     |     | 0      |
| Pos | Piloto                | ARG | BRA | RSA | USW | MON | BEL | ESP | SWE | FRA | GBR | GER | AUT | NED | ITA | USA | CAN | Puntos |

| Color      | Resultado                          |
| ---------- | ---------------------------------- |
| Oro        | Ganador                            |
| Plata      | 2.º puesto                         |
| Bronce     | 3.er puesto                        |
| Verde      | Finalizó en los puntos             |
| Azul       | Finalizó sin puntos                |
| Azul       | NC - No clasificado                |
| Violeta    | Ret - No terminó                   |
| Rojo       | DNQ - No se clasificó              |
| Rojo       | DNPQ - No se preclasificó          |
| Negro      | DSQ - Descalificado                |
| Blanco     | DNS - No empezó                    |
| Blanco     | WD - Retirado                      |
| Blanco     | C - Carrera cancelada              |
| Azul claro | TD - Entrenamientos libres (2003-) |
| Sin color  | DNP - Inscrito, pero no participó  |
| Sin color  | INJ - Inscrito, pero lesionado     |
| Sin color  | EX - Excluido                      |

| Estado  | Resultado                                                                             |
| ------- | ------------------------------------------------------------------------------------- |
| Negrita | Pole position                                                                         |
| Cursiva | Vuelta rápida                                                                         |
| 1-8     | Posiciones puntuables de clasificación sprint (2021-)                                 |
| †       | No acabó el Gran Premio, pero fue clasificado ya que completó el porcentaje necesario |
| ‡       | Monoplaza compartido                                                                  |
| ~       | Se otorgó la mitad de puntos ya que no se cumplió con el 75% de la carrera            |
| ≠       | No obtuvo puntos ya que era piloto invitado                                           |
| F2      | Inscrito para carrera de Fórmula 2, no sumaba puntos                                  |

#### Estadísticas del Campeonato de Pilotos
| Pos. | Piloto                | N.º | País         | Puntos | Victorias | Podios | Poles |
| ---- | --------------------- | --- | ------------ | ------ | --------- | ------ | ----- |
| 1    | Mario Andretti        | 5   | EE. UU.      | 64     | 6         | 7      | 8     |
| 2    | Ronnie Peterson       | 6   | Suecia       | 51     | 2         | 7      | 3     |
| 3    | Carlos Reutemann      | 11  | Argentina    | 48     | 4         | 7      | 2     |
| 4    | Niki Lauda            | 1   | Austria      | 44     | 2         | 7      | 1     |
| 5    | Patrick Depailler     | 4   | Francia      | 34     | 1         | 5      |       |
| 6    | John Watson           | 2   | Reino Unido  | 25     |           | 3      | 1     |
| 7    | Jody Scheckter        | 20  | Sudáfrica    | 24     |           | 4      |       |
| 8    | Jacques Laffite       | 26  | Francia      | 19     |           | 2      |       |
| 9    | Emerson Fittipaldi    | 14  | Brasil       | 17     |           | 1      |       |
| 10   | Gilles Villeneuve     | 12  | Canadá       | 17     | 1         | 2      |       |
| 11   | Riccardo Patrese      | 35  | Italia       | 11     |           | 1      |       |
| 12   | Alan Jones            | 27  | Australia    | 11     |           | 1      |       |
| 13   | James Hunt            | 7   | Reino Unido  | 8      |           | 1      |       |
| 14   | Patrick Tambay        | 8   | Francia      | 8      |           |        |       |
| 15   | Didier Pironi         | 3   | Francia      | 7      |           |        |       |
| 16   | Clay Regazzoni        | 17  | Suiza        | 4      |           |        |       |
| 17   | Jean-Pierre Jabouille | 15  | Francia      | 3      |           |        |       |
| 18   | Hans-Joachim Stuck    | 16  | Alemania     | 2      |           |        |       |
| 19   | Vittorio Brambilla    | 19  | Italia       | 1      |           |        |       |
| 20   | Héctor Rebaque        | 25  | México       | 1      |           |        |       |
| 21   | Derek Daly            | 22  | Irlanda      | 1      |           |        |       |
| NC   | Rupert Keegan         | 18  | EE. UU.      |        |           |        |       |
| NC   | Harald Ertl           | 9   | Austria      |        |           |        |       |
| NC   | Alberto Colombo       | 10  | Italia       |        |           |        |       |
| NC   | Tony Trimmer          | 44  | Reino Unido  |        |           |        |       |
| NC   | Beppe Gabbiani        | 19  | Italia       |        |           |        |       |
| NC   | Rolf Stommelen        | 36  | Alemania     |        |           |        |       |
| NC   | Bobby Rahal           | 21  | EE. UU.      |        |           |        |       |
| NC   | René Arnoux           | 31  | Francia      |        |           |        |       |
| NC   | Brett Lunger          | 23  | Alemania     |        |           |        |       |
| NC   | Bruno Giacomelli      | 33  | Italia       |        |           |        |       |
| NC   | Carlo Franchi         | 18  | Italia       |        |           |        |       |
| NC   | Nelson Piquet         | 66  | Brasil       |        |           |        |       |
| NC   | Michael Bleekemolen   | 9   | Países Bajos |        |           |        |       |
| NC   | Hans Binder           | 10  | Austria      |        |           |        |       |
| NC   | Lamberto Leoni        | 23  | Italia       |        |           |        |       |
| NC   | Keke Rosberg          | 10  | Finlandia    |        |           |        |       |
| NC   | Divina Galica         | 13  | España       |        |           |        |       |
| NC   | Jochen Mass           | 9   | Alemania     |        |           |        |       |
| NC   | Jean-Pierre Jarier    | 55  | Francia      |        |           |        | 1     |
| NC   | Eddie Cheever         | 24  | EE. UU.      |        |           |        |       |
| NC   | Emilio de Villota     | 28  | España       |        |           |        |       |
| NC   | Geoff Lees            | 23  | Reino Unido  |        |           |        |       |
| NC   | Jacky Ickx            | 22  | Bélgica      |        |           |        |       |
| NC   | Arturo Merzario       | 37  | Italia       |        |           |        |       |
| NC   | Danny Ongais          | 39  | EE. UU.      |        |           |        |       |

### Campeonato de Constructores
| Pos | Constructor        | ARG | BRA | RSA | USW | MON | BEL | ESP | SWE | FRA | GBR | GER | AUT | NED | ITA | USA | CAN | Puntos |
| --- | ------------------ | --- | --- | --- | --- | --- | --- | --- | --- | --- | --- | --- | --- | --- | --- | --- | --- | ------ |
| 1   | Lotus-Ford         | 1   | 4   | 1   | 2   | 11  | 1   | 1   | 3   | 1   | Ret | 1   | 1   | 1   | 6   | 15  | 10  | 86     |
| 2   | Ferrari            | 7   | 1   | Ret | 1   | 8   | 3   | 10  | 9   | 12  | 1   | 8   | 3   | 6   | 3   | 1   | 1   | 58     |
| 3   | Brabham-Alfa Romeo | 2   | 3   | 3   | Ret | 2   | Ret | 5   | 1   | 4   | 2   | 7   | 7   | 3   | 1   | Ret | 11  | 53     |
| 4   | Tyrrell-Ford       | 3   | 6   | 2   | 3   | 1   | 6   | 12  | Ret | 10  | 4   | 5   | 2   | Ret | 11  | 10  | 5   | 38     |
| 5   | Wolf-Ford          | 10  | Ret | Ret | Ret | 3   | Ret | 4   | Ret | 6   | Ret | 2   | NC  | 12  | 12  | 3   | 2   | 24     |
| 6   | Ligier-Matra       | 16  | 9   | 5   | 5   | Ret | 5   | 3   | 7   | 7   | 10  | 3   | 5   | 8   | 4   | 11  | Ret | 19     |
| 7   | Fittipaldi-Ford    | 9   | 2   | Ret | 8   | 9   | Ret | Ret | 6   | Ret | Ret | 4   | 4   | 5   | 8   | 5   | Ret | 17     |
| 8   | McLaren-Ford       | 4   | Ret | 11  | 12  | 7   | 7   | 6   | 4   | 3   | 6   | Ret | 8   | 9   | 5   | 6   | 8   | 15     |
| 9   | Williams-Ford      | Ret | 11  | 4   | 7   | Ret | 10  | 8   | Ret | 5   | Ret | Ret | Ret | Ret | 13  | 2   | 9   | 11     |
| 10  | Arrows-Ford        |     | 10  | 9   | 6   | 6   | Ret | 14  | 2   | 8   | Ret | 9   | Ret | Ret | Ret | 16  | 4   | 11     |
| 11  | Shadow-Ford        | 15  | 5   | DNQ | 10  | Ret | Ret | 15  | 5   | 11  | 5   | Ret | NC  | Ret | NC  | 14  | Ret | 6      |
| 12  | Renault            |     |     | Ret | Ret | 10  | NC  | 13  | Ret | Ret | Ret | Ret | Ret | Ret | Ret | 4   | 12  | 3      |
| 13  | Surtees-Ford       | 18  | Ret | 12  | Ret | Ret | 13  | 7   | Ret | 17  | 9   | Ret | 6   | DSQ | Ret | 9   | Ret | 1      |
| 14  | Ensign-Ford        | Ret | Ret | DNQ | DNQ | Ret | 12  | Ret | DNQ | DNQ | Ret | 11  | Ret | Ret | 10  | 8   | 6   | 1      |
| NC  | ATS-Ford           | 11  | 7   | 8   | 11  | DNQ | 11  | 9   | 13  | 13  | NC  | Ret | DNQ | DNQ | DNQ | Ret | NC  | 0      |
| NC  | Martini-Ford       |     |     | DNQ |     | DNQ | 9   | WD  |     | 14  | WD  | DNQ | 9   | Ret |     |     |     | 0      |
| NC  | Merzario-Ford      | Ret | DNQ | Ret | Ret | DNQ | DNQ | DNQ | NC  | DNQ | Ret | DNQ | DNQ | Ret | Ret | Ret | DNQ | 0      |
| NC  | Theodore-Ford      | DNQ | DNQ | Ret | DNQ | DNQ | DNQ | DNQ |     |     |     |     |     |     |     |     |     | 0      |
| NC  | Hesketh-Ford       | DNQ | DNQ | Ret | DNQ | DNQ | DNQ |     |     |     |     |     |     |     |     |     |     | 0      |
| Pos | Constructor        | ARG | BRA | RSA | USW | MON | BEL | ESP | SWE | FRA | GBR | GER | AUT | NED | ITA | USA | CAN | Puntos |

### Estadísticas del Campeonato de Constructores
| Pos. | Constructor | Motor      | Neu. | Puntos | Victorias | Podios | Poles |
| ---- | ----------- | ---------- | ---- | ------ | --------- | ------ | ----- |
| 1    | Lotus       | Ford       | G    | 86     | 8         | 14     | 12    |
| 2    | Ferrari     | Ferrari    | M    | 58     | 5         | 9      | 2     |
| 3    | Brabham     | Alfa Romeo | G    | 53     | 2         | 10     | 2     |
| 4    | Tyrrell     | Ford       | G    | 38     | 1         | 5      |       |
| 5    | Wolf        | Ford       | G    | 24     |           | 4      |       |
| 6    | Ligier      | Matra      | G    | 19     |           | 2      |       |
| 7    | Fittipaldi  | Ford       | G    | 17     |           | 1      |       |
| 8    | McLaren     | Ford       | G    | 15     |           | 1      |       |
| 9    | Williams    | Ford       | G    | 11     |           | 1      |       |
| 10   | Arrows      | Ford       | G    | 11     |           | 1      |       |
| 11   | Shadow      | Ford       | G    | 6      |           |        |       |
| 12   | Renault     | Renault    | M    | 3      |           |        |       |
| 13   | Surtees     | Ford       | G    | 1      |           |        |       |
| 14   | Ensign      | Ford       | G    | 1      |           |        |       |
| NC   | Martini     | Ford       | G    |        |           |        |       |
| NC   | Hesketh     | Ford       | G    |        |           |        |       |
| NC   | ATS         | Ford       | G    |        |           |        |       |
| NC   | Theodore    | Ford       | G    |        |           |        |       |
| NC   | Merzario    | Ford       | G    |        |           |        |       |

## Carreras fuera del campeonato
En 1978 también se celebró una carrera de Fórmula 1 fuera del campeonato mundial.
| Carrera                   | Circuito    | Fecha       | Piloto ganador | Constructor ganador | Resultados |
| ------------------------- | ----------- | ----------- | -------------- | ------------------- | ---------- |
| BRDC International Trophy | Silverstone | 19 de marzo | Keke Rosberg   | Theodore-Cosworth   | Resultados |